# Gene Roddenberry

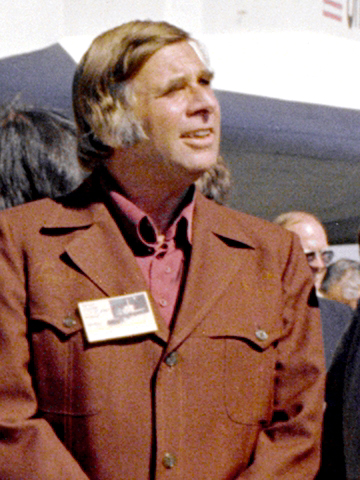
Gene Roddenberry

Eugene Wesley „Gene“ Roddenberry (n. 19 august 1921, El Paso, Texas, SUA – d. 24 octombrie 1991, Santa Monica, California, SUA) a fost un regizor și producător de film american, creator al serialului de televiziune Star Trek. A fost una din primele persoane căreia i s-au organizat funeralii spațiale, după moarte cenușa fiindu-i expediată în spațiu. Roddenberry a fost decorat cu Crucea pentru Distincție în Zbor (o medalie a Statelor Unite ale Americii) pentru acțiunile sale în cadrul corpului armat american în Teatrul Pacific din cel de-al Doilea Război Mondial.

## Cariera cinematografică
Roddenberry a început să scrie scenarii înainte de Star Trek, încă din perioada în care lucra ca polițist în Los Angeles, sub pseudonimul Robert Wesley, datorită regulamentelor inflexibile ale poliției. Din această perioadă datează scenariile unor seriale populare ale anilor '60, cum ar fi Highway patrol, iar mai tîrziu Have Gun, Will Travel. Episodul din prima serie a serialului ,,Helen of Abajinian" a cîștigat un premiu al Ghildei Americane a Scriitorilor.